# Peristylus lombokensis
Peristylus lombokensis là một loài thực vật có hoa trong họ Lan. Loài này được J.J.Sm. mô tả khoa học đầu tiên năm 1909.